# Frederick megye (Maryland)
Frederick megye az Amerikai Egyesült Államokban, azon belül Maryland államban található. A washingtoni nagyvárosi övezet, agglomeráció része. Székhelye és legnagyobb városa Frederick.

## Földrajz
Az állam északi részén, a Potomac északkeleti partján fekszik, a Piedmont és az Appalache-hegység határán. Baltimore-tól kb. 70 km-re nyugatra,  Washingtontól kb.75 km-re északnyugatra található.
Frederick megye Adams, Carroll, Howard, Franklin, Montgomery, Washington és Loudoun megyékkel határos.

## Népesség
Lakosainak száma 271 717 fő (2020. április 1.).
A megye népességének változása:
| Lakosok száma | 234 174 | 237 293 | 239 520 | 241 409 | 245 322 | 271 717 |
|               | 2010    | 2011    | 2012    | 2013    | 2015    | 2020    |

## Települések
Városok (city):
- Brunswick
- Frederick (székhely)

Kisvárosok (town):
- Burkittsville
- Emmitsburg
- Middletown

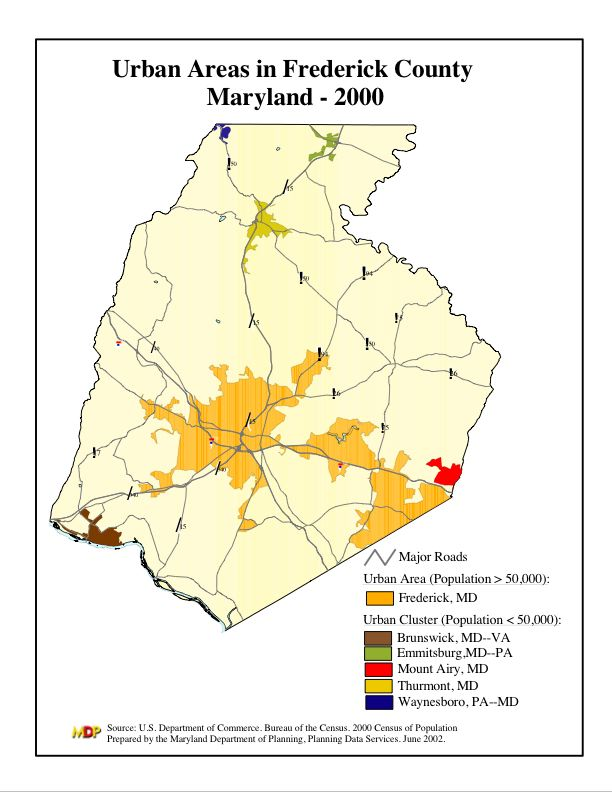
Frederick megye térképe

- Mount Airy (részben Carroll megyében)
- Myersville
- New Market
- Thurmont
- Walkersville
- Woodsboro

Falu:
- Rosemont